# آتن باستان

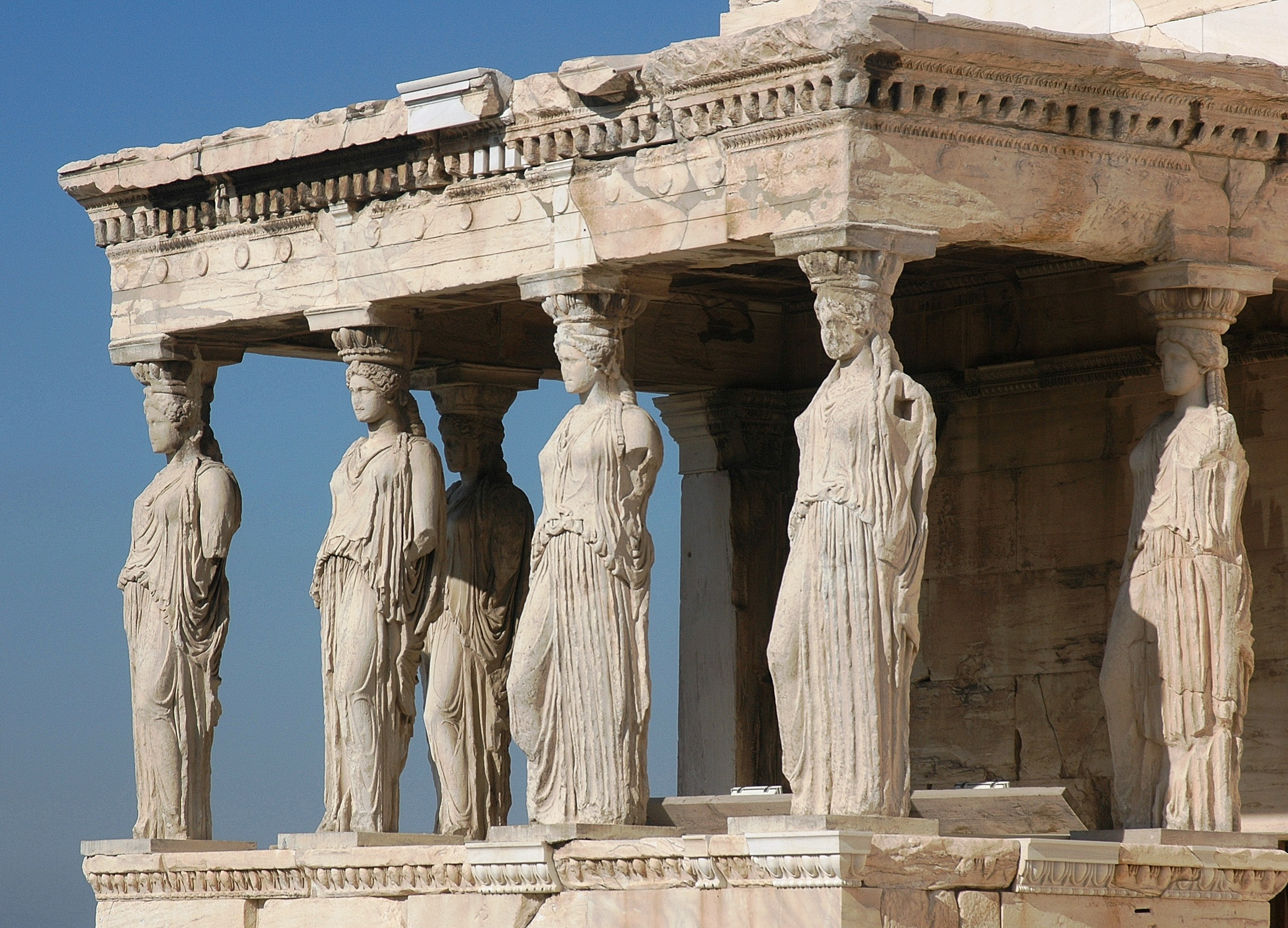

آتن باستان، یا آتن در عصر کلاسیک، (۵۰۸–۳۲۲ پ. م) یک دولت‌شهر (پولیس) مهم در منطقه آتیکا، یونان بود که برای سامان دادن به نظام دموکراسی و همچنین رهبری اتحادیه دلوس بر ضد ایران هخامنشی و اسپارت در جنگ‌های ایران و یونان و جنگ پلوپونز، معروف است. این دوره را کلئیستنس با ایجاد نظام دموکراسی در ۵۰۸ پیش از میلاد، پس از دوران حکومت هیپیاس آغاز شد و تا دوران اسکندر مقدونی ادامه یافت. در این زمان آتن رهبری یونانیان بر ضد ایران هخامنشی را بر عهده گرفت و اگرچه دو بار توسط ایران فتح شد ولی در نبرد ماراتون، نبرد سالامیس و نبرد پلاته خود را حفظ کرد. عصر پریکلس، سیاستمدار آتنی، از ۴۶۱ پ. م تا ۴۳۱ پ. م را عصر طلایی آتن در زمینه فرهنگی و هنری می‌دانند. در این زمان آنان گنجینه‌های اتحادیه دلوس را از جزیره دلوس به آتن آوردند. به همین دلیل برخی از اصطلاح امپراتوری آتن برای این دوران استفاده می‌کنند. همچنین بیشتر بخش‌های تپه آکروپولیس از جمله معبد پارتنون برای ایزدبانو آتنا، در زمان پریکلس به سرپرستی هنرمند آتنی فیدیاس، ساخته شد. بهترین نمایشنامه‌های باستانی از جمله تراژدیهای آیسوخلوس، سولوفکلس و اوریپیدس در همین دوره در آتن ساخته شد که معروف‌ترین آن در آنزمان، تراژدی پارسیان اثر آیسوخلوس با سرمایه‌گذاری شخص پریکلس، حاکم آتن شکل گرفت.
دوران پریکلس با شکست کامل و قطعی آتن در جنگ پلوپونز از اتحادیه پلوپونزی (دشمنان آتن) به رهبری اسپارت که پشتیبانی ایران را داشتند، به پایان رسید. پس از مدت کوتاهی که جبارهای منتخب اسپارت بر آتن حکومت کردند، آتن دوباره استقلال و دموکراسی خود را بازیافت. آتن از این زمان بنا بر معاهده آنتالکیداس، با اسپارت و ایران صلح کرد و زمامداری ایران بر دریاها را به رسمیت شناخت. سقراط و آنتیفونِ فیلسوف در این زمان اعدام شدند، افلاطون (شاگرد سقراط) آکادمی آتن را ساخت و ارسطو پس از او دبستان لوکئوم را. پس از آن، نخست فیلیپ مقدونی و سپس اسکندر مقدونی آتن را مجبور به همپیمانی کردند. آتن در جنگ‌های اسکندر با هخامنشیان، نقشی تزئینی و تشریفاتی داشت. فقط گروه اندکی از سپاهیان آتن بهاز سوی اسکندر به جنگ آورده شده بودند. درحالیکه در سپاه هخامنشی به ویژه در دو نبرد، گرانیک و ایسوس، یونانیان سپاه ایران بیش از یونانیان سپاه اسکندر مقدونی بودند.البته این نیرو ها به اجبار در سپاه ایران حضور داشتند.
عصر کلاسیک آتن باستان در زمان اسکندر برای همیشه به پایان رسید. و این شهر هرگز جایگاه پیشین خود را بازنیافت.
تمدن غربی، به ویژه امپراتوری روم و اروپا در عصر رنسانس، همواره خود را وامدار آتن در عصر کلاسیک می‌دانست. چراکه آتن، مهد دموکراسی، فلسفه، ادبیات نمایشی و هنرهای مجسمه‌سازی و معماری معرفی شده‌است.
فرضیه جدید دیگری مبنی بر گرته برداری نام شهر آتن از نام کهن آدانا از شهرهای جنوب مرکزی ترکیه و شمال جزیره قبرس که در دوردست تاریخ به نامهای باتانا و آتانا نام بُردار بوده، قابل بررسی است.

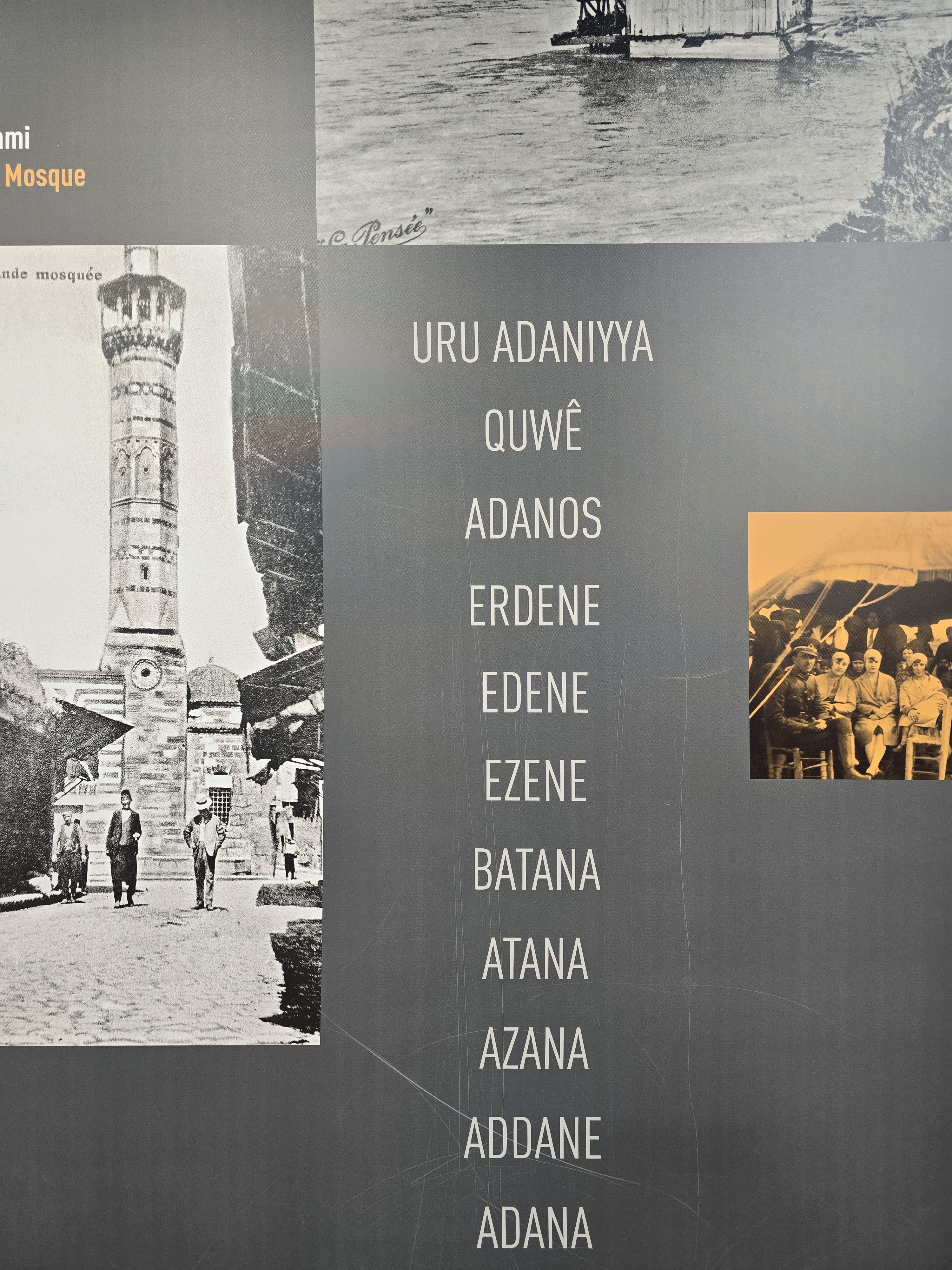
نامهای تاریخی شهر آدانا

شرح عکس: موزه آدانا، ترکیه، ۱۷ اکتبر ۲۰۲۴ برابر با ۲۶ مهر ۱۴۰۳، نامهای تاریخی شهر آدانا.